# Дорін Ротаріу
Дорін Ротаріу (рум. Dorin Rotariu, нар. 29 липня 1995, Тімішоара) — румунський футболіст, півзахисник болгарського клубу «Лудогорець» та національної збірної Румунії.

## Клубна кар'єра
Народився 29 липня 1995 року в місті Тімішоара. Вихованець футбольної школи клубу «Політехніка» (Тімішоара). 2012 року клуб припинив існування і Дорін перейшов до його фактичного наступника клубу «Полі Тімішоара», який відразу віддав футболіста в оренду в «Динамо» (Бухарест). За основу столичної команди дебютував у вищому дивізіоні 11 березня 2013 року проти «Конкордії» (2:0) і загалом до кінця сезону зіграв у 7 іграх, а влітку підписав з динамівцями повноцінний контракт.
В подальшому за «Динамо» (Бухарест) Ротаріу провів ще чотири сезони, взявши участь у 115 матчах чемпіонату. Більшість часу, проведеного у складі бухарестського «Динамо», був основним гравцем команди і у сезоні 2015/16 дійшов до фіналу Кубка Румунії.
31 січня 2017 року Ротаріу перейшов до бельгійського «Брюгге», підписавши угоду на три з половиною роки. Втім у новій команді румун закріпитись не зумів, тому 31 серпня 2017 року був відданий в оренду на сезон в бельгійський «Рояль Ексель Мускрон», приєднавшись до свого колишнього тренера в «Динамо» Мірчі Редніка, а наступний сезон 2018/19 розпочав також в оренді, на цей раз у нідерландському АЗ, де теж не зумів закріпитись.
26 лютого 2019 року Ротаріу за 1,5 млн євро перейшов у казахстанську «Астану», за яку дебютував 3 березня в матчі за Суперкубок Казахстану проти «Кайрату» (2:0), в якому виграв свій перший трофей у кар'єрі. Згодом за підсумками того року Ротаріу з командою виграв і чемпіонат країни, а на початку наступного і другий Суперкубок. Станом на 20 листопада 2020 року відіграв за команду з Астани 42 матчі в національному чемпіонаті.
17 червня 2021 року приєднався до «Лудогорця».

## Виступи за збірні
2013 року дебютував у складі юнацької збірної Румунії (U-19), загалом на юнацькому рівні взяв участь у 2 іграх.
Протягом 2013—2016 років залучався до складу молодіжної збірної Румунії. На молодіжному рівні зіграв у 9 офіційних матчах.
8 жовтня 2016 року дебютував в офіційних матчах у складі національної збірної Румунії в грі відбору на чемпіонат світу 2018 року проти Вірменії (5:0), замінивши Александру Кіпчу на 67-й хвилині. Перший гол за збірну забив 27 березня 2018 року в товариській грі проти Швеції, в який вийшов на заміну на 53-й хвилині замість Александру Мітріце і вже за три хвилини забив єдиний гол у тому матчі, який приніс перемогу румунам.

## Статистика виступів

### Статистика клубних виступів
| Сезон                         | Команда                       | Чемпіонат                     | Чемпіонат | Чемпіонат | Національний кубок | Національний кубок | Національний кубок | Coppe internazionali | Coppe internazionali | Coppe internazionali | Інші змагання | Інші змагання | Інші змагання | Усього | Усього |
| Сезон                         | Команда                       | Ліга                          | Ігор      | Голів     | Ліга               | Ігор               | Голів              | Ліга                 | Ігор                 | Голів                | Ліга          | Ігор          | Голів         | Ігор   | Голів  |
| ----------------------------- | ----------------------------- | ----------------------------- | --------- | --------- | ------------------ | ------------------ | ------------------ | -------------------- | -------------------- | -------------------- | ------------- | ------------- | ------------- | ------ | ------ |
| 2012–13                       | «Динамо» (Бухарест)           | ЛI                            | 7         | 0         | -                  | -                  | -                  | -                    | -                    | -                    | -             | -             | -             | 7      | 0      |
| 2013–14                       | «Динамо» (Бухарест)           | ЛI                            | 31        | 7         | КР                 | 4                  | 2                  | -                    | -                    | -                    | -             | -             | -             | 35     | 9      |
| 2014–15                       | «Динамо» (Бухарест)           | ЛI                            | 31        | 1         | КР+КЛ              | 2+2                | 3+0                | -                    | -                    | -                    | -             | -             | -             | 35     | 4      |
| 2015–16                       | «Динамо» (Бухарест)           | ЛI                            | 23+9      | 6+2       | КР+КЛ              | 5+3                | 1+1                | -                    | -                    | -                    | -             | -             | -             | 40     | 10     |
| 2016–17                       | «Динамо» (Бухарест)           | ЛI                            | 13        | 5         | КР+КЛ              | 1+1                | 0+0                | -                    | -                    | -                    | -             | -             | -             | 15     | 5      |
| Усього за «Динамо» (Бухарест) | Усього за «Динамо» (Бухарест) | Усього за «Динамо» (Бухарест) | 105+9     | 19+2      |                    | 12+6               | 6+1                |                      | -                    | -                    |               | -             | -             | 132    | 28     |
| Усього за кар'єру             | Усього за кар'єру             | Усього за кар'єру             | 105+9     | 19+2      |                    | 12+6               | 6+1                |                      | -                    | -                    |               | -             | -             | 132    | 28     |

## Титули і досягнення
- Чемпіон Казахстану (1):

«Астана»: 2019
- Володар Суперкубка Казахстану (2):

«Астана»: 2019, 2020
- Володар Суперкубка Болгарії (1):

«Лудогорець»: 2021

## Особисте життя
Є племінником іншого румунського футболіста Йосифа Ротаріу, учасника чемпіонату світу 1990 року.